# Вилли-воробей
Вилли-воробей (Вили, венг. Vili, a veréb) — венгерский мультфильм, выпущенный в 1989 году Йожефом Гемешой.

## Сюжет
Фильм начинается с знакомства с мальчиком лет 10 по имени Вилли, который любит стрелять по воробьям из рогатки, пока сам не становится воробьем. Вилли потерялся, потому что не умеет летать, и старый воробей по имени Ципур учит Вилли летать. Взамен Вилли учит Ципура читать. Позже Вилли помогает стае воробьев вернуться домой.

## Над фильмом работали
- Производство: Budapest Film, Hajdu Film, Pannónia Filmstúdió
- Режиссёр: Йожеф Гемеш
- Сценаристы: Йожеф Гемеш, Йожеф Непп
- Операторы: Арпад Лошонци, Эржебет Немеш, Дьердь Варга
- Композитор: Жолт Пето

## Роли озвучивали
- Левенте Труэ — Вилли
- Клари Толнаи — Вербена
- Йожеф Шекейи — Ципур
- Эстер Караш — Цили
- Цецилия Эстергайош — незаконный лидер
- Матьяш Устич — Спаги
- Йожеф Гябронка — Чурес
- Тибор Силадьи — Крампус
- Эстер Караш — Цили
- Ильдико Хювешведи — Циперка
- Ильдико Килин — Цири
- Золтан Биро — Саня
- Петр Тиханьский — Гури
- Иштван Хатфалуди — Зуфек
- Золтан Бенкоци — Дегеш
- Шандор Шука — Жозсо
- Антал Фаркаш — бармен паба

## Критика
В майском номере венгерского журнала Filmvilág за 1989 год была опубликована рецензия на мультфильм, в которой сюжет оценивается как весьма простой: Вилли шалит, за что его наказывают; однако он по сути хороший ребёнок, и к концу истории он исправляется, а плохие персонажи получают по заслугам. В обзоре отмечается, что персонажи приземлённые: фея — неуклюжая, помощник Вилли по имени господин Ципур — просто глуп и доверчив, воробьи живут в маргинальном обществе, а место действия — площадь Клаузала — с точки зрения воробьёв вовсе не выглядит привлекательной. Текст мультфильма также не дотягивает до уровня, которого обычно ждут от Йожефа Неппа, и единственным достоинством рецензент называет качество рисунков. В заключение делается вывод, что фильм «не учит летать»
.

## Награды
- Приз зрительских симпатий на 3-м фестивале анимационных фильмов в Кечкемете (1993)[7].